# Людвікув (гміна Ґідле)
Людвікув (пол. Ludwików) — село в Польщі, у гміні Ґідле Радомщанського повіту Лодзинського воєводства.
Населення — 199 осіб (2011).
У 1975-1998 роках село належало до Ченстоховського воєводства.

## Демографія
Демографічна структура станом на 31 березня 2011 року:
|          | Загалом | Допрацездатний вік | Працездатний вік | Постпрацездатний вік |
| -------- | ------- | ------------------ | ---------------- | -------------------- |
| Чоловіки | 98      | 29                 | 55               | 14                   |
| Жінки    | 101     | 20                 | 57               | 24                   |
| Разом    | 199     | 49                 | 112              | 38                   |